# 吳艷艷
吳艷艷（1978年1月7日—），是一名中国女子游泳运动员，主攻混合泳项目，她曾是女子200米混合泳世界紀錄保持人。她曾因使用過同化類固醇遭到禁賽。

## 外部連結
- sports-reference（页面存档备份，存于）